# No Time
«No Time» es una canción interpretada por la rapera, compositora y cantante estadounidense, Lil' Kim de su álbum debut Hard Core.
Fue lanzada el 19 de octubre de 1996 bajo los sellos Atlantic Records, y Undeas como primer sencillo del álbum. Fue compuesta por Kimberly Jones, Sean Combs, Christopher Wallace, Steven Jordan y producido por Steven "Stevie J" Jordan y Sean Combs.
No Time alcanzó la posición #18 del Billboard Hot 100 y fue top 10 en Hot R&B/Hip-Hop Songs en US Rap Songs llegó a la cima y duro allí por nueve semanas consecutivas siendo el primer número uno de Kim en ese chart. Fue certificado oro por la RIAA al vender más de 500 mil copias en los Estados Unidos.

## Vídeo musical
El videoclip fue dirigido por el director alemán Marcus Nispel y fue grabado en World Trade Center (Nueva York) acompañado con el rapero Puff. Diddy subiendo y bajando las escaleras mientras rapeaban. Kim hace referencia hacia el sencillo de Adina Howard "Freak Like Me" en la letra cuando ella dice "...your girl ain't a freak like me, or Adina" Kim hizo referencia al video en 2003 con su canción "(When Kim Say) Can You Hear Me Know " del álbum La Bella Mafia diciendo "...soy la misma perra en la escalera mecánica" y también en su sencillo del 2006 Whoa cuando ella dice "Te dije que soy la misma perra de las escaleras mecánicas"

## Formatos y lista de canciones
- UK cassette single

1. "No Time" (Radio Edit) - 3:58
2. "No Time" (The Incident Remix) - 4:39

- UK CD single [1]

1. "No Time" (Radio Edit) - 3:58
2. "No Time" (Radio Mix) - 5:03
3. "No Time" (Album Version) - 5:03
4. "No Time" (Instrumental) - 5:03

- Europe CD single [2]

1. "No Time" (Radio Edit) - 3:58
2. "No Time" (The Incident Remix) - 4:39
3. "No Time" (Incident Remix Instrumental) - 4:38
4. "No Time" (Album Version) - 5:03
5. "No Time" (Instrumental) - 5:03

## Charts y certificaciones

### Charts
| Chart (1996)                       | Peak position |
| ---------------------------------- | ------------- |
| UK Singles Chart                   | 45            |
| US Billboard Hot 100               | 18            |
| US Hot R&B/Hip-Hop Songs           | 9             |
| US Rap Songs                       | 1             |
| Year-end chart (1996)              | Position      |
| US Billboard Hot Rap Singles       | 29            |
| Year-end chart (1997)              | Position      |
| US Billboard Hot 100               | 80            |
| US Billboard Hot 100 Singles Sales | 50            |
| US Billboard Hot R&B Singles       | 36            |
| US Billboard Hot R&B Singles Sales | 22            |
| US Billboard Hot R&B Airplay       | 73            |
| US Billboard Hot Rap Singles       | 6             |

### Certificaciones
| País                                                                 | Certificación | Ventas     |
| -------------------------------------------------------------------- | ------------- | ---------- |
| Canadá (Music Canada)6                                               | Oro           | 5000       |
| Estados Unidos7                                                      | Platino       | 1,930,000^ |
| ^ las cifras de ventas sobre la base de la certificación por sí sola |               |            |

## Créditos
Grabación
- Grabado en Daddy's House Recording Studios

Personal
- Vocales por Lil' Kim, S. Combs
- Escrito por K. Jones, S. Combs, J. Brown
- Producido por Sean "Puff Daddy" Combs and Steven "Stevie J" Jordan
- Masterizado por Herb Powers